# المیر نابیولین
المیر رامی آغلی نابیولین (تاتاری: Әлмир Рамил улы Набиуллин؛ زادهٔ ۸ مارس ۱۹۹۵) بازیکن فوتبال اهل روسیه است که در پست مدافع برای سوچی در لیگ برتر فوتبال روسیه بازی می‌کند.
وی همچنین در تیم ملی فوتبال روسیه بازی کرده‌است. وی اولین بار در ۳۱ مارس ۲۰۱۵ برای بازی دوستانه مقابل قزاقستان به تیم ملی روسیه دعوت شد.